# Quatuor à cordes no 2 de Honegger
Pour les articles homonymes, voir Quatuor à cordes no 2.
Le Quatuor à cordes no 2 en ré majeur (H. 103) est un quatuor d'Arthur Honegger. Composé entre 1934 et 1936, il préfigure dans l'évolution créatrice du compositeur la Symphonie no 2 écrite en 1941.

## Structure
Le quatuor comprend trois mouvements :
1. Allegro
2. Adagio
3. Finale

La durée d'exécution est d'environ 19 min.

## Création
L'œuvre est créée à la Biennale de Venise en septembre 1936, par le Quatuor Pro Arte, dédicataire de la partition.
Le Quatuor est joué en première audition en France pendant un concert du Triton le 8 mars 1937. L'adagio est notamment considéré comme « d’une gravité religieuse, dont il serait beau d’étudier à loisir l’architecture ».